# 25-й кадр
25-й кадр або сублімінальна реклама (англ. subliminal message, subliminal stimuli, укр. підсвідоме повідомлення, підсвідомі подразники (стимули)) — вигадана методика впливу на свідомість і підсвідомість людей за допомогою вставки в відеоряд прихованих повідомлень у вигляді додаткових кадрів. Автор методу Джеймс Вікері (англ. James Vicary) визнав, що результати експериментів, які нібито підтверджували наявність такого впливу на людей, були сфабриковані.

## Принцип дії
Ідея полягає в тому, що зір людини нібито здатний розрізняти не більше ніж 24 кадру в секунду. Тому чужорідний кадр, що показується менш ніж на 1/24 секунди, нібито минаючи свідомість, впливає відразу на підсвідомість. Насправді ж через підсвідомість проходить вся інформація, яка надходить в мозок, а потім для обробки тієї інформації, яка буде сприйнята як найбільш важлива, підключається свідомість. Таким чином відсіюється величезна кількість інформації, яка за тривалістю сприйняття може значно перевищувати 1/25 секунди (наприклад, звичайна телевізійна реклама), а отже, «прихована» реклама вже в будь-якому випадку менш продуктивна, ніж звичайна.
Насправді 25-й кадр прихованим не є: кожен кадр відзначається оком спостерігача, але через інертність зору зливається з подібними і не виділяється людиною. Однак завдяки цьому ж ефекту помітити «зайвий» кадр не складає труднощів. Можна навіть прочитати коротке слово, якщо воно набрано великим шрифтом і знайоме глядачеві — в цьому легко самостійно переконатися, використовуючи домашній комп'ютер і програму відеомонтажу.
Що стосується психологічного ефекту, то його наявність ще в 1958 році була офіційно спростована Американською психологічною асоціацією.

## Історія дослідження ефекту

### Досліди Джеймса Вікері
У 1957 році Джеймс Вікері заявив, що провів у кінотеатрах Нью-Джерсі наступний експеримент. Під час показу фільму «Пікнік» у моменти зміни кадру за допомогою додаткового проектора демонструвалися кадри прихованої реклами, такі як «Кока-кола», «Їжте попкорн». Фільми показувалися протягом всього літа 1957 року. Продаж кока-коли в буфеті кінотеатру, за заявою Вікері, підвищився на 17%, а попкорну — на 50%. Потім Джеймс Вікері запатентував цю технологію і відкрив компанію по сублімінальній рекламі в фільмах.
Повідомлення в ЗМІ привернули увагу вчених, рекламних агентів і урядових працівників до методики Вікері, які зажадали провести ще один експеримент. Вікері влаштував кілька демонстрацій, які, однак, не привели до бажаного результату. Піддослідні не відчували особливого бажання виконувати  якісь команди.
У 1958 році Advertising Research Foundation зажадав від Вікері надати дані і опис експерименту, проведеного в 1957 році, але отримав відмову.
Багато вчених намагалися повторити експеримент Вікері. Так, в 1958 році рекламне агентство Canadian Broadcasting Corporation під час популярної телепередачі «Close-Up» транслювало вставки з текстом «Дзвони прямо зараз!», Але кількість дзвінків від цього не збільшилася. Коли ж телеглядачам повідомили про це і попросили вгадати зміст послання, то ні в одному листі не містилося правильної відповіді. Але майже половина піддослідних стверджувала, що під час перегляду їм хотілося їсти й пити.
А в 1962 році сам Вікері визнав, що експеримент 1957 року разом з усією статистикою продажів був просто сфабриковано.

### Пізніші досліди
Міжнародний науково-популярний журнал New Scientist писав, що в деяких випадках підсвідома реклама працює. Для цього, згідно із заявою журналу, повідомлення повинно бути замасковано в потоці букв і цифр, що скачуть і має з'являтися на час, що перевищує 1/25 с (орієнтовно 0,3-0,4 с). Піддослідні не просто мали спостерігати безглуздий відеоряд, а повинні були й підраховувати число букв в словах.
Група вчених університету Неймегена в Нідерландах під керівництвом Йогана Карреманса провела експеримент, що підтверджує ефективність сублімінальних впливів при певних умовах. Результати були опубліковані в журналі Journal of Experimental Social Psychology.
Компанія BBC також провела експеримент з метою перевірки даного феномена. Експерти підтвердили, що відмінності між контрольною групою і групою, що одержувала «сублімінальну рекламу», не були статистично значущими. 